# Distretto di Xinhua (Tainan)
Il distretto di Xinhua (新化區S, Xīnhuà QūP) è un distretto della municipalità di Tainan, situata a Taiwan.